# Мурадов, Маджит
Маджит Мурадов — советский узбекистанский хозяйственный деятель, Герой Социалистического Труда.

## Биография
Родился в 1920 году на территории современного Акдарьинского района Самаркандской области. Член КПСС с 1958 года.
Окончил Самаркандский педагогический техникум.
В 1941—1949 — учитель и завуч в школе.
В 1949—1952 — колхозник, в 1952—1966 — бригадир, в 1966—1968 — секретарь парткома, в 1968—1972 — начальник участка, в 1972—1980 — бригадир полеводческой бригады колхоза имени Карла Маркса Акдарьинского района Самаркандской области.
Указом Президиума Верховного Совета СССР от 11 января 1957 года присвоено звание Героя Социалистического Труда с вручением ордена Ленина и золотой медали «Серп и Молот»
Умер в Самаркандской области.

## Награды и звания
- Герой Социалистического Труда (11.01.1957)
- Орден Ленина (11.01.1957)
- Орден Октябрьской Революции (27.12.1976)